# WWE SmackDown vs. RAW 2006
WWE SmackDown! vs. RAW 2006 ist ein Wrestling-Videospiel und Teil der SmackDown-Serie von THQ. Das Spiel wurde am 11. November 2005 in Deutschland veröffentlicht und ist für die PlayStation 2 und PSP erhältlich. Das Spiel wurde 2,9 Millionen Mal verkauft.

## Inhalt
Das Spiel ermöglicht es dem Spieler, Wrestler aus dem Roster von RAW und SmackDown sowie einige Legenden in Kämpfen zu steuern oder mit diesen Wrestlern eine komplette Storyline zu erleben. Im Spiel sind rund 60 verschiedene Charaktere auswählbar. Neben den bereits vorhandenen Wrestlern kann der Spieler auch einen eigenen erstellen. Nachdem ein Kämpfer und eine Matchart ausgewählt wurde, zeigt das Spiel eine Animation, die den Spielcharakter vor dem Kampf zeigt. Diese, im Wrestling Entrance genannte Abfolge, ist von Wrestler zu Wrestler unterschiedlich und wird von Musik sowie einem Video, manchmal auch einem Feuerwerk begleitet.
Das Ziel der Kämpfe ist je nach Matchart unterschiedlich. So muss beispielsweise ein Kontrahent durch einen Tisch geworfen, lebendig begraben oder zur Aufgabe gebracht werden.
Neben einfachen Matches bietet sich auch ein Storymodus, im Spiel „Saison“ genannt, an. In diesem Modus begleitet der Spieler einen Wrestler durch eine Saison bestehend aus mehreren Kämpfen. Zwischen diesen Kämpfen werden gelegentlich Dialoge abgespielt. Einige dieser Dialoge sollen laut Hersteller von den menschlichen Vorbildern gesprochen worden sein. Das Ziel des Modus ist es, unter anderem Champion-Titel zu erkämpfen und die Saison erfolgreich zu beenden.
Eine neue Eigenschaft ist der „General Manager Modus“. Der Spieler kann zwischen RAW und SmackDown! wählen. Dabei muss er Matches erstellen und darauf achten, dass diese bei den Zuschauern gut ankommen. Man kann dafür zwischen verschiedene Promotions auswählen, die das Zuschauer-Interesse anregen. Hierfür stehen dem Spieler beispielsweise Werbespots zur Verfügung, die während der Show gezeigt werden können. Shows kosten Spielgeld.

## Roster
| Raw - Big Show - Carlito - Chavo Guerrero - Chris Jericho - Chris Masters - Danny Basham - Edge - Eugene - Gene Snitsky - The Hurricane - John Cena - Kane - Kurt Angle - Lita - René Duprée - Ric Flair - Rob Van Dam - Robert Conway - Shawn Michaels - Shelton Benjamin - Tajiri - Torrie Wilson - Triple H - Trish Stratus | SmackDown! - Batista - Booker T - Charlie Haas - Chris Benoit - Christian - Christy Hemme - Doug Basham - Eddie Guerrero - Heidenreich - JBL - Joy Giovanni - Khosrow Daivari - Mark Jindrak - Michelle McCool - Muhammad Hassan - Orlando Jordan - Paul London - Randy Orton - Rey Mysterio - Scotty 2 Hotty - Spike Dudley - Stacy Keibler - Steven Richards - Sylvain Grenier - The Undertaker - William Regal | Legenden - André the Giant - Bret Hart - British Bulldog - Hogan (1980er Version) - Hollywood Hogan (Hogan zur nWo-Zeit) - Hulk Hogan - Jake Roberts (muss von der PSP-Version auf die PS2-Version hochgeladen werden) - Jimmy Hart - Junkyard Dog - Mankind - The Rock - Steve Austin - Ted DiBiase |

## Neuerungen gegenüber dem Vorgänger
Das HUD wurde umgestaltet und um mehrere neue Anzeigen erweitert. So wird die benötigte Zeit zum Ausführen eines Finishing Moves angezeigt. Mit einer solchen Attacke kann der gegnerischen Spielfigur mehr Schaden zugefügt werden als mit einem normalen Angriff. (Diese Anzeige wird „Momentum Anzeige“ genannt)
Außerdem wurde eine Stamina-Anzeige (Ausdauer-Anzeige) eingeführt. Während des Spiels muss die Spielfigur pausieren, um ihre Ausdauer regenerieren zu können.
Weitere Neuerungen sind der verbesserte „Create A Wrestler“-Modus, der es ermöglicht, eigene Wrestler zu erstellen.
Zudem verbesserte der Hersteller die Grafik und führte neue Matcharten ein.